# Franz Deym von Střítež

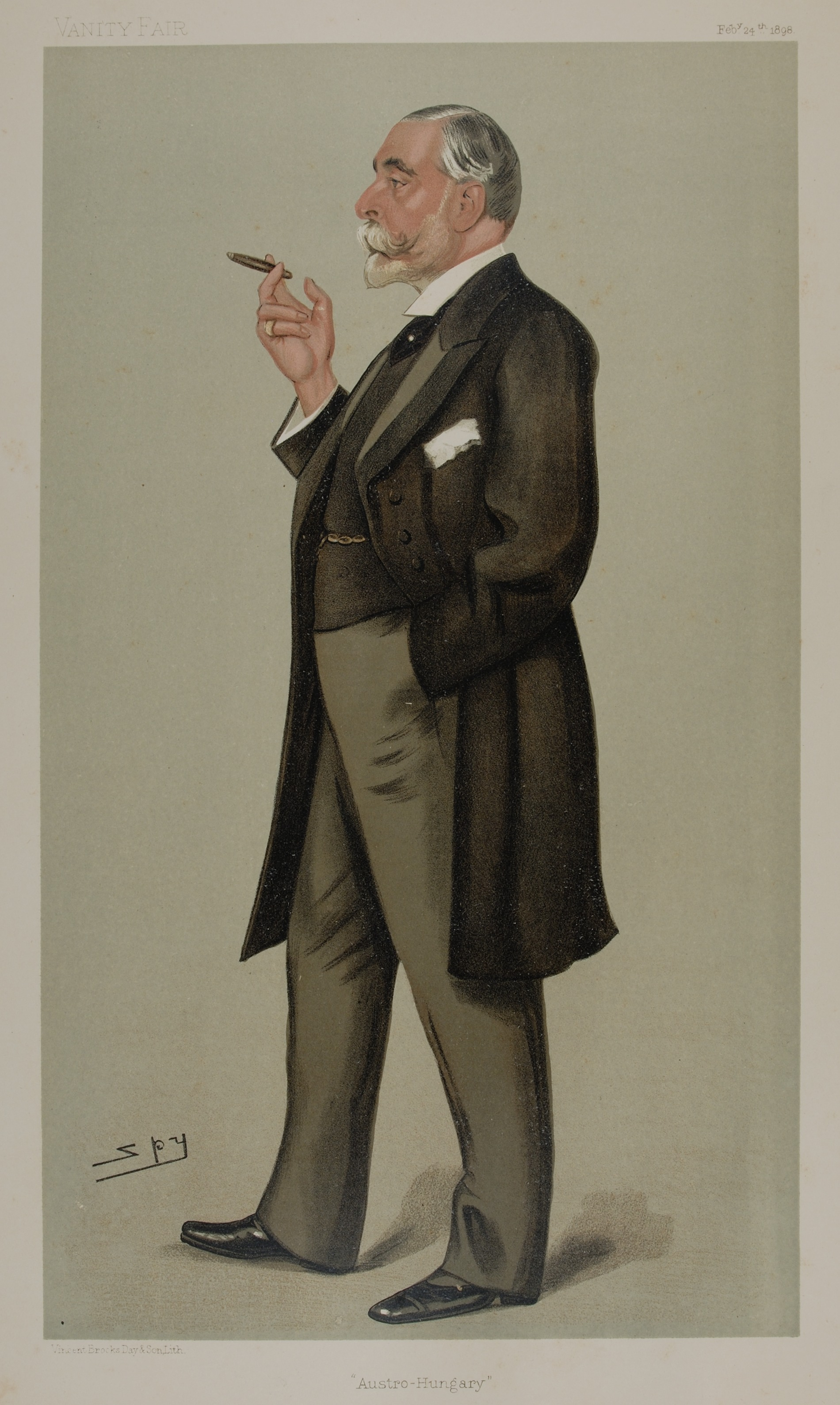
Graf Franz Deym, 1898, Karikatur aus Vanity Fair

Franz Graf Deym von Střítež (auch Franz de Paula Severin Wenzel Maria Philipp Benitius Graf Deym von Střítež; * 23. August 1838 in Neuschloß bei Hohenelbe, Böhmen; † 3. September 1903 in Eckersdorf, Kreis Neurode) war ein österreichischer Diplomat und Ritter des Ordens vom Goldenen Vlies.

## Leben
Franz Deym von Střítež entstammte dem böhmischen Adelsgeschlecht Deym.
Seine Eltern waren der kaiserliche Kämmerer und Feldmarschalleutnant Franz de Paula Deym von Střítež (1807–1872) und Ludmilla von Waldstein-Wartenberg (1815–1857), eine Tochter von Ferdinand Ernst von Waldstein. Er schlug zunächst eine militärische Laufbahn ein und war 1860 Leutnant. Ein Jahr später wechselte er in den diplomatischen Dienst und wurde im selben Jahr Gesandtschaftsattaché in St. Petersburg. 1869 war er Legationsrat beim Heiligen Stuhl, 1870 war er in Brüssel und 1874 in London. 1879 wählten ihn die böhmischen Großgrundbesitzer in den Reichsrat, in den er 1885 wiedergewählt wurde.
Ab 1887 war er Mitglied des Herrenhauses. Im selben Jahr wurde er Gesandter in München. Ein Jahr folgte die Ernennung zum Botschafter in London.

## Familie
Franz Deym von Střítež heiratete am 26. Februar 1870 in Rom Anna Gräfin von Schlabrendorf (* 1852 in Breslau; † 1919 auf Neuschloß). Der Ehe entstammten folgende Kinder:
1. Franz (1871–1925) ⚭ 1902 Maria Gräfin de la Fontaine und d'Harnoncourt-Unverzagt (* 1881)
2. Constantin (1873–1955) ⚭ 1907 Clara de Montalvo (* 1890)
3. Bianka (1874–1968) ⚭ 1894 Anton Franz von Magnis (1862–1944)[3]
4. Maria (1877–1968) ⚭ 1905 Paul Graf von Esterházy, Baron zu Galántha († 1932)
5. Johann (1881–?) ⚭ Marija Apolonia Potrich-Radonovic

## Werke
- Friedrich Graf Deym und die österreichische Frage in der Paulskirche. Breitkopf & Härtel, Leipzig 1891.